# 河合杏林
河合 杏林（かわい あいり、1989年12月3日 - ）は、日本のシンガーソングライター。東京都出身。血液型はB型。
2016年より1人ユニット「anzu」（アンズ）として活動している。

## 来歴
1989年12月3日、東京都杉並区阿佐ヶ谷で河合家の長女として誕生。
高校2年生の頃よりライブ活動を本格的に始動し、2009年5月に自身初のワンマンライブを開催。翌年には、スリーピースロックバンド、シュノーケルの活動休止前最後のライブツアー「SNOWKEL THE LAST TOUR “素潜り”」の東京・名古屋・大阪・福岡の4公演のオープニング・アクトを務めた。
2010年5月12日に1stフルアルバム『MONSTaR』をリリース。収録曲の「オレンジ」には、演奏でシュノーケルが参加している。同作の発売に先駆けたワンマンライブが5月9日にZher the Zooで開催された。このライブは自身初のバンド編成でのライブとなる。
2013年2月、二三らとバンド「シグナルスプーン」を結成。CD作品のリリースや楽曲提供、ライブ活動などを行っていたが、2016年4月20日に解散を発表し、5月14日に開催されたワンマンライブを以て解散。
2015年12月21日に赤坂BLITZで開催された神田莉緒香のワンマンライブ「KANDAFUL WORLD vol.6 いつだってベスト！」にバックバンドの一員として参加。マニピュレーターとコーラスを担当。
2016年より1人ユニット「anzu」としての活動を開始し、2017年12月1日にanzu名義では初のアルバム『Northern Dancer』をリリース。

## 人物
名前の「杏林」は、中国の故事にあやかったもの。
楽曲制作・歌唱のみならず、CD作品のジャケットのイラストやミュージック・ビデオの編集を自ら行うことから、「DIY系シンガーソングライター」と称されている。

## ディスコグラフィ

### シングル
いずれも「anzu」名義

### 配信限定シングル
| 発売日         | タイトル           | レーベル                         |
| -------------- | ------------------ | -------------------------------- |
| 2020年1月29日  | DingDang           | Strobe Records                   |
| 2021年2月19日  | prequel            | Strobe Records                   |
| 2021年12月22日 | YOLU               | 徳間ジャパンコミュニケーションズ |
| 2022年2月9日   | スニークプレビュー | 徳間ジャパンコミュニケーションズ |

### 配信限定EP
| 発売日        | タイトル    | 収録曲                                                       | 規格品番 | レーベル                         |
| ------------- | ----------- | ------------------------------------------------------------ | -------- | -------------------------------- |
| 2022年4月13日 | Bedroom Pop | 1. YOLU 2. ブルーアワー 3. DMN 4. 紺青 5. スニークプレビュー | TWEB-537 | 徳間ジャパンコミュニケーションズ |

### コンピレーション
いずれも「河合杏林」名義

### その他、限定配布物等
購入特典、ライブ会場で限定配布された非売品CD等　

## メディア出演

### ラジオ
- anzu no Bedroom Radio（2022年4月3日 - 9月25日、NACK5） - ※NACK5終了以降は2022年10月よりSpotifyにてポットキャスト配信を行っている。